# Hampsonodes basicarnea
Hampsonodes basicarnea là một loài bướm đêm trong họ Noctuidae.